# Площадь Московско-Минской Дивизии
Пло́щадь Моско́вско-Ми́нской Диви́зии (название 28 июля 1976 года) — площадь на территории района Филёвский Парк Западного административного округа города Москвы. Площадь представляет пространство к северо-востоку от пересечения Минской и Сеславинской улиц. На площади размещается автобусно-троллейбусная конечная «Станция метро „Филёвский парк“».

## Происхождение названия
Площадь была названа 28 июля 1976 года в честь 50-летия формирования в декабре 1926 года 1-й Московской Пролетарской стрелковой дивизии, которая участвовала в битве за Москву, в 1941 году стала гвардейской, а в 1944 году удостоена почетного наименования Минская. В 1977 году на площади установлен памятный знак.

## Транспорт
На площади размещается автобусная конечная «Станция метро „Филёвский парк“» автобусов 73, 104, 107, 130, 139, 155, 231, 818, 908, т54, т66.

### Ближайшая станция метро
- Филёвский парк.